# 艾定禄
艾定禄（Bishop Martin Poell, O.F.M. 1845年3月20日—1891年1月2日）天主教山西南境宗座代牧区第一任代牧主教(1890年6月20日–1891年1月2日)。
1845年3月20日，艾定禄出生于荷兰东南部林堡省的韦尔特。1861年（15岁）入方济各会。1869年（23岁）晋升神父。1873年受差遣前往中国传教，先在湖北省，后调往山西省。1888年7月14日，艾定禄、翟守仁等神父抵达潞城县马厂村(今郊区)。1890年6月20日（45岁），教廷任命艾定禄为天主教山西南境宗座代牧区第一任代牧主教，领衔Cybistra主教。主教府设立在马厂圣心堂。9月14日在正定府祝圣为主教。三个月后，1891年1月2日，艾定禄因伤寒在马厂病故，并葬于马厂圣心堂内，年仅45岁。同年4月24日，贺广才神父出任代牧区第二任主教。